# Juego de naipes

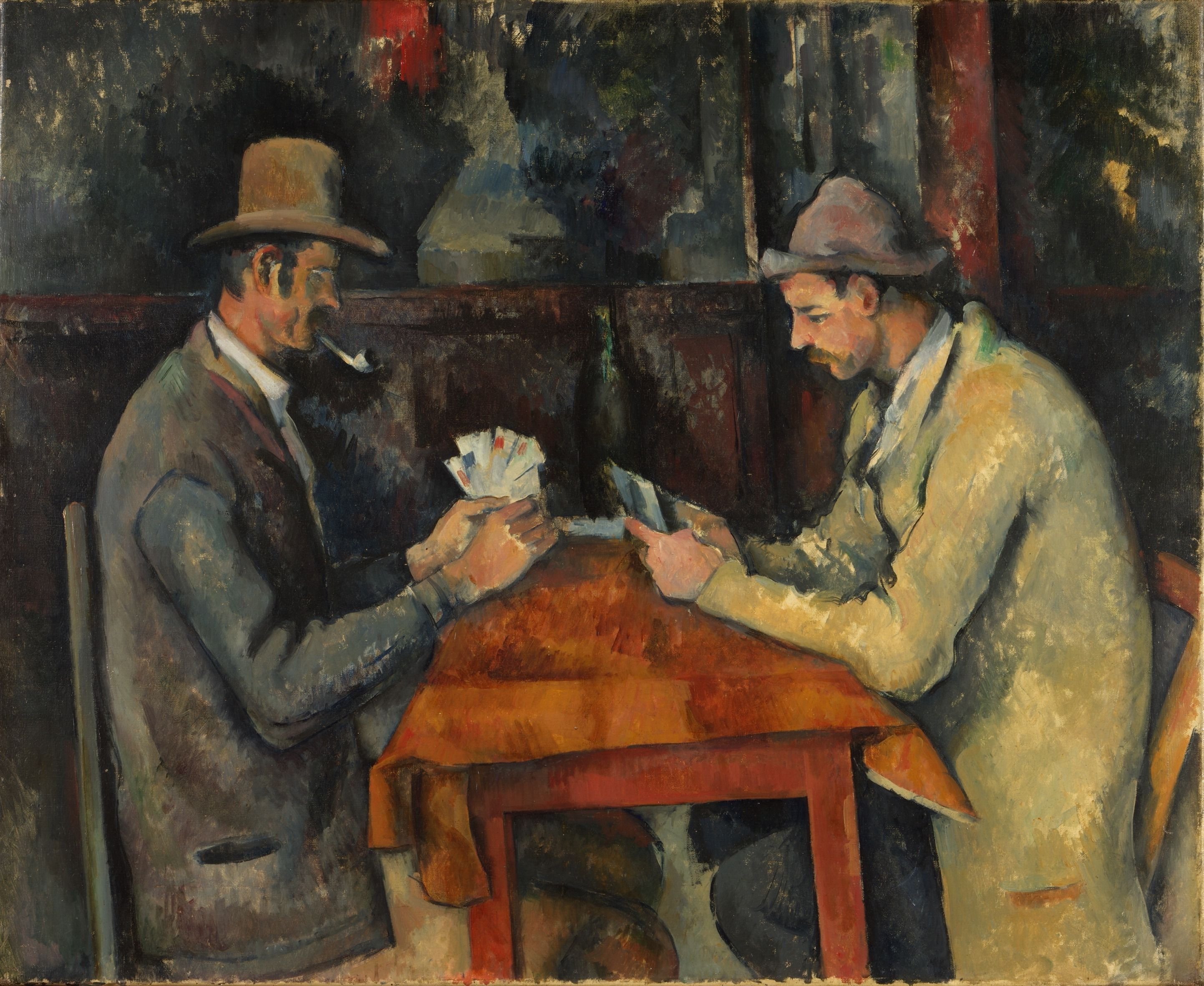
Los jugadores de cartas, pintura del año 1892/1895 de Paul Cézanne.

Los juegos de naipes o juegos de cartas se juegan con unas cartulinas, llamadas naipes o cartas, que forman una baraja y que deben mezclarse (barajarse) antes de jugar. En determinados juegos se usan complementos para realizar apuestas o llevar puntuaciones. Los juegos de naipes estarían incluidos en la familia de juegos de mesa. Hay varios tipos de baraja (conjunto de naipes o cartas), como la baraja española o la francesa.
En los círculos puritanos, el juego de cartas se conocía como el Libro de oraciones del diablo, hasta el siglo XX, para ilustrar los peligros del juego y la ociosidad. El cantante holandés Bruce Low tematizó la canción The Card Game en 1974 con algunas connotaciones religiosas.

## Historia

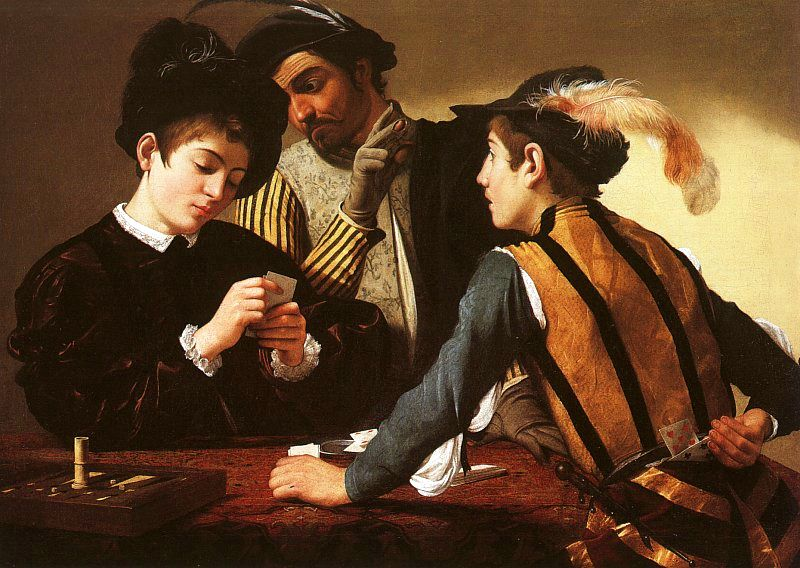
Michelangelo Merisi da Caravaggio: Los tahúres (1594).

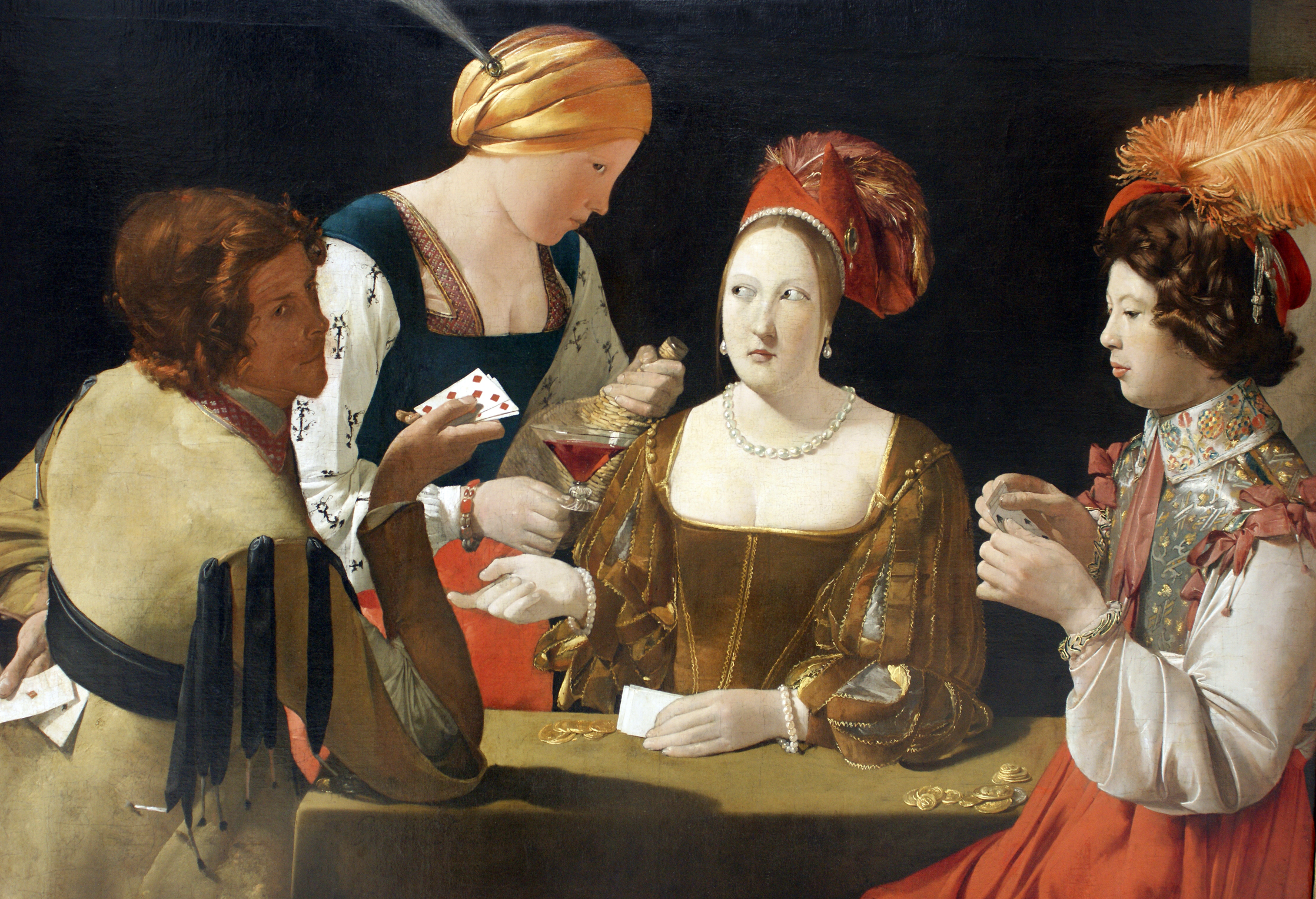
Georges de la Tour: Los tahúres del as de diamantes.

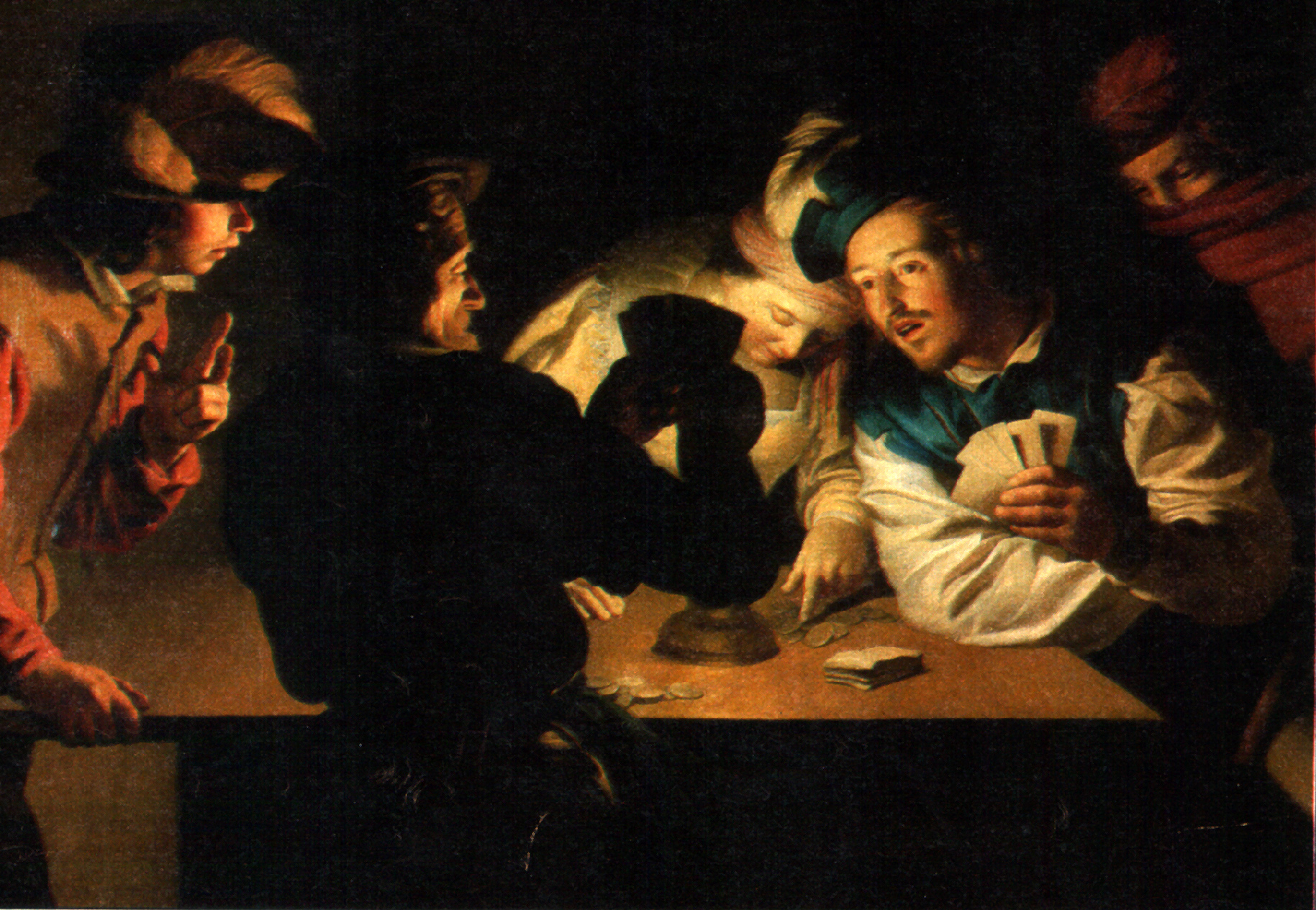
Gerrit van Honthorst: El tahúr.

Los juegos de cartas o papeles sucios y negros (como lo llaman los espías [cita requerida]) ya se practicaban en la antigüedad. Hay diferencias de opiniones sobre si se originaron en la India, o si se usaron primero en la China y Egipto, aunque la opinión mayoritaria es que habrían sido creadas en el siglo XII, en China.
La referencia más antigua que se conserva de un juego de cartas en la historia del mundo es del siglo IX en China, cuando la Colección de varios en Duyang, escrita por el escritor de la dinastía Tang Su E, describe a la princesa Tongchang (hija del emperador Yizong de Tang) jugando al "juego de la hoja" Madiao con miembros del clan Wei (la familia del marido de la princesa) en el año 868. El estadista e historiador de la dinastía Song ha señalado que los naipes de papel surgieron en relación con un desarrollo anterior del formato del libro, que pasó de los pergaminos a las páginas.
Probablemente los juegos de cartas que se practicaban en la antigüedad se utilizaban primero con símbolos mágicos y luego simbolizando batallas.
En China se jugaba con un tipo de naipe que derivó del papel moneda y de las fichas del dominó. En Persia se originó el Ganjifa o Gânjaphâ, un tipo de juego de cartas que se hizo popular en la India durante el imperio mogol en el siglo XVI. En India se jugaba el "Dasavatara Ganjifa", juego que está formado por una baraja con diez palos basados en los diez avatares o reencarnaciones del dios Visnú: pescado, tortuga, jabalí, león, enano, hacha, arco y flecha, rayo, caracola y caballo. La mayoría de los naipes indios son redondos, de diferentes tamaños y están hechos con cartón lacado, cartón piedra y en ocasiones de marfil. Igualmente, en Japón se juega los juegos de cartas Karuta, y sus dos barajas más populares son el Hanafuda y el Uta-garuta.
Lo más probable es que los naipes llegasen a Europa desde Oriente, introducidos por los árabes a través de los reinos cristianos de España, aunque también se dice que fueron traídos por los cruzados. La primera versión puede apoyarse en que la baraja más antigua sea la llamada "española", ya que los palos de la baraja árabe eran monedas, copas, cimitarras y bastones, que evolucionarían después a oros, copas, espadas y bastos.
Los naipes aparecieron en Europa en el último cuarto del siglo XIV. : 35  Las primeras referencias europeas hablan de un juego sarraceno o moro llamado naib, y de hecho se conserva de la misma época una baraja egipcia mameluca casi completa de 52 naipes con un diseño claramente oriental, con los cuatro palos (espadas, palos de polo, copas y monedas) y los rangos rey, gobernador, segundo gobernador y diez a uno.: 40f 
En el Principado de Cataluña, el Consejo de Ciento prohibió las tahurerías en 1310, en Barcelona, lo que se refiere al lugar donde se practican juegos de apuestas pero esas prohibiciones no mencionan específicamente los juegos de cartas. Se dice que en otras partes de España eran conocidos los naipes, pues los estatutos de la orden de caballería de la Banda, fundada por don Alfonso XI de Castilla en 1331, prohibían a los caballeros jugar a los naipes. Igual prohibición dictó don Juan I de Castilla en 1387. De la Corona de Aragón pudieron pasar a Italia, a partir de la conquista de Sicilia por Pedro III de Aragón (1282). Efectivamente, los italianos pretenden haberlos conocido ya en 1299 y si, como creen algunos, los naipes dieron ocasión al grabado sobre madera también a los italianos debería atribuirse esta invención. Pero lo más seguro es que, si vinieron de Oriente, también vino con ellos el modo de impresión.
En Francia, en 1337, en las constituciones de la Abadía de San Víctor, en Marsella, se menciona —prohibiéndolo a los frailes— un juego que llaman «páginas», que podría referirse a los naipes:

Quod nulla persona audeat nec praesumat ludere ad taxillos nec ad paginas.
"Que ninguna persona se atreva ni pretenda jugar a los dados o a las páginas."

En ocasiones se usaron para entretener a los niños, en papeles realizados a mano. En 1397 un decreto dictado en París prohibió jugar a los naipes a las clases trabajadoras en días de labor. Por otro lado, algunos investigadores estiman que las cartas, en su versión francesa, se fabricaron por primera vez en España en 1392 para entretenimiento del rey Carlos VI de Francia; esto fue expresado por el padre jesuita Menéstrier (1631-1705), quien en un artículo publicado en 1702 en el Journal de Trévoux expuso que el juego simbolizaba la estructura feudal.

### Historias míticas sobre su origen
Según una leyenda, los naipes fueron inventados en China por las mujeres de los harenes para distraer su aburrimiento. En el año 969, el emperador Mu-Tsung, de la dinastía Liao, denunció en público los naipes, imputándoles las desgracias acaecidas a la familia del duque Ch’ien.
Quizá la razón de esta leyenda sería que las cartas estimulaban el juego, pasatiempo que históricamente se ha prohibido repetidamente sin resultado, como ocurrió en Florencia en 1277 y en 1387 por Juan I de Castilla, que prohibió el juego de naipes en sus estados. Hacia 1400, los juegos de naipes se habían prohibido también en Francia, Suiza, Alemania y Países Bajos.

## Características generales
Independientemente de las reglas individuales de cada juego, hay una serie de características que todos los juegos de naipes tienen en común. Existe un procedimiento que se utiliza -al menos en juegos muy formales- para sortear asientos o parejas; éste también se utiliza para determinar quién dará primero.
Antes de cada juego, se deben barajar los naipes y luego retirarlos. A menos que se solicite lo contrario, véase por ejemplo la familia del Rummy, los naipes generalmente se reparten individualmente, siendo el repartidor (divisor) el último en servir. Por lo general, a los jugadores sólo se les permite recoger sus naipes una vez que el reparto se ha completado correctamente. Los naipes normalmente se mantienen boca abajo para que cada jugador sólo conozca sus propios naipes.
En la mayoría de los juegos de naipes jugadores recogen los naipes uno por uno después de haberlas repartido y los clasifican en su mano de naipes (“pilas”), aunque los jugadores experimentados a menudo renuncian a un orden reconocible para no complicar su mano de naipes. adivinable involuntariamente durante el juego.
El orden de los jugadores se maneja de forma muy diferente en cada juego. Hoy en día la mayoría de los juegos se juegan en el sentido de las agujas del reloj; sin embargo, los juegos más antiguos y, en particular, los de origen italo-español, se juegan en el sentido contrario a las agujas del reloj, como el tarot o el baccarat. La canasta se juega en el sentido contrario a las agujas del reloj en América Latina, España y Portugal, pero en el sentido de las agujas del reloj en Angloamérica, Gran Bretaña y la mayoría de los países de Europa continental. A menos que las reglas individuales indiquen lo contrario, en un juego jugado en el sentido de las agujas del reloj comienza el jugador a la izquierda del repartidor (el llamado golpe de derecha ), pero esto no se aplica, por ejemplo, para el bridge, donde el crupier abre la oferta.

## Tipo de juegos de naipes

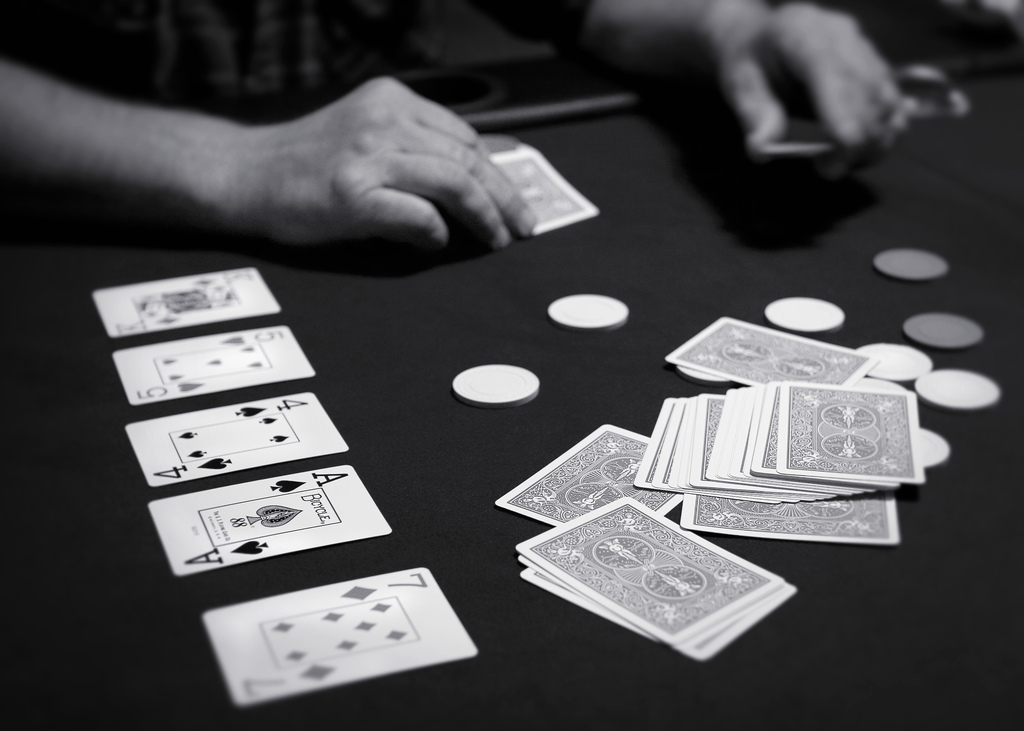
Una partida de Texas hold 'em en progreso. "Hold 'em" es por lo general la forma más popular del póker.

Los juegos de naipes son una amplia categoría de juegos que emplean naipes. Sus reglas y sus objetivos pueden variar significativamente, haciendo que cada uno sea único y desafiante a su manera. Sin embargo, a pesar de las grandes diferencias entre ellos, pueden agruparse en tipos específicos de juegos de naipes según sus características definitorias.
- Juegos de bazas

El juego de bazas es uno de los tipos más populares de juegos de naipes diseñados para dos o más jugadores. Hay muchos juegos diferentes dentro de esta categoría, pero normalmente son "juegos de salida", lo que significa que cada jugador tiene una mano y debe jugar sus naipes fuera de ella. Estos juegos también incluyen varias rondas.
El objetivo de cada juego varía. Por ejemplo, se puede tener que conseguir tantas bazas o naipes de puntuación como sea posible, conseguir un número concreto de bazas o evitar llevarse ninguna (naipes de penalización).
Entre los juegos populares de hacer bazas se encuentran Picas, Corazones, el Bridge y el Euchre.
- Juegos de descarte

Como su nombre indica, en este tipo de juegos de naipes cada jugador tiene una mano que jugar y debe descartarse de sus naipes. El primero en descartarse de todos sus naipes gana la partida. En algunas variedades de juegos, sólo hay un perdedor: la última persona que se queda con naipes.
Entre los juegos de desprenderse más populares se encuentran UNO, Ocho loco y Culo.
- Juegos de emparejar

Los juegos de combinar naipes también se conocen como juegos de fusión y rummy. El objetivo principal de estos juegos es emparejar los naipes.
En los juegos de combinar, se debe emparejar (o combinar) un grupo específico de naipes antes de que el oponente pueda hacerlo. Algunas variedades de juegos de emparejar son similares a los juegos de descartarse, ya que el objetivo es emparejar las naipes para descartarse de ellas. Gana el primer jugador que se descarta de todas sus naipes.
La Canasta y el Rummy son ejemplos de juegos de naipes de fusión.
- Juegos de solitario

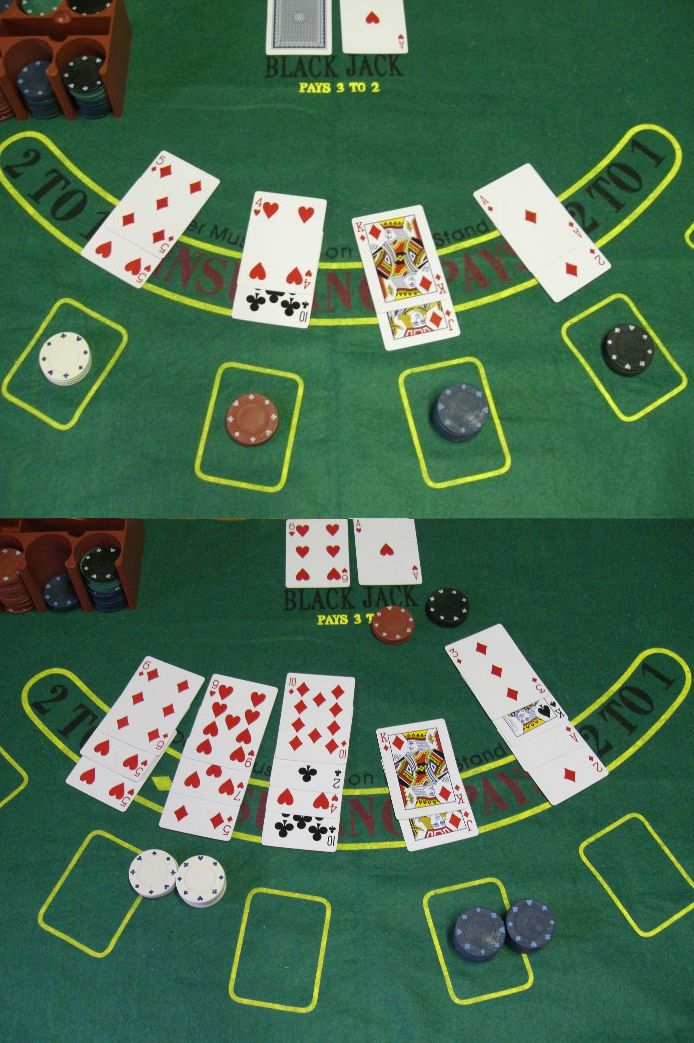
Cartas y apuesta en el juego de blackjack.

Los juegos de solitario, son juegos de naipes para un solo jugador. El término Solitario engloba una amplia variedad de juegos de naipes, con diferentes disposiciones del tablero y objetivos.
En las variedades más populares, como Klondike, Spider y Carta blanca, el objetivo es crear secuencias de naipes y construir bases por palo, siguiendo un orden determinado. Otros tipos famosos de Solitario, como Tripeaks y Golf, tienen un componente de emparejamiento, ya que el jugador debe emparejar las naipes para descartarlas del tableau hasta que no quede ninguna.
- Juegos de competición

Competir significa competir o luchar con un oponente por la superioridad. Por lo tanto, los juegos de competición se refieren a aquellos juegos en los que los jugadores comparan sus manos para encontrar quién tiene la mejor combinación de naipes. Los juegos de competición también se conocen como juegos de "comparación" o "enfrentamiento".
La mayoría de los juegos de azar entran en esta categoría, incluido el Póquer.
- Juegos de banca

Tradicionalmente, los juegos de banca se refieren a juegos de azar menos hábiles en los que la suerte juega un papel más importante. Los juegos de banca más populares son el Blackjack y el Baccarat.
La característica distintiva de estos juegos es que los jugadores se enfrentan a un crupier (o banquero) y deben apostar por tener o eventualmente adquirir mejores naipes que ellos. Cuando se juega en casinos, la banca es el representante de la casa (casino). Cuando se juega en casa, el papel de la banca puede rotar entre los jugadores para igualar sus posibilidades de ganar.
- Juegos de apuestas

Estos tipos de juegos de naipes se basan únicamente en la suerte. Los jugadores simplemente realizan sus apuestas considerando la posibilidad de que una carta determinada aparezca en la mesa.
Treinta y Cuarenta, también conocido como Rouge et Noir, un juego muy popular en los casinos europeos, pertenece a esta categoría. Faro, uno de los juegos de naipes más antiguos que todavía se juega en algunos Casinos de Nevada, Estados Unidos, también es un juego de apuestas.
- Juegos de pesca

Los juegos de pesca son muy populares en muchos países del mundo, aunque su éxito no llegó a las naciones anglosajonas. Sólo en China, existen varios de estos tipos de juegos de naipes y en Italia, el juego denominado Scopa ( Escoba del 15 ) es incluso uno de los juegos de naipes nacionales.
Normalmente, en estos juegos, cada jugador tiene una mano y las naipes restantes se muestran boca arriba sobre la mesa. Cada jugador juega una carta en su turno. Si su carta coincide con alguna de las que se muestran en la mesa, el jugador puede capturarla y guardarla boca abajo cerca de él. Si la carta no tiene ninguna coincidencia, se añade a la disposición y el turno pasa al siguiente jugador.
- Juegos de atrapar y coleccionar

De todos los tipos de juegos de naipes, los de atrapar y coleccionar suelen ser los más sencillos. Suelen jugarlos los niños y se consideran una forma divertida de presentar una baraja de naipes y el valor de cada carta a los más pequeños.
El juego más popular de esta categoría es la Guerra. En él, una baraja se divide a partes iguales entre dos jugadores. Los jugadores deben revelar al mismo tiempo el naipe superior de su mazo. El naipe de mayor valor captura al otro y ambos se añaden al mazo del ganador de la "batalla". Gana el primer jugador que capture todos los naipes.
- Juegos de naipes coleccionables

Los juegos de naipes coleccionables incluyen una amplia variedad de tipos de juegos de naipes, cada uno con su propio conjunto de reglas y estructura.
Cada jugador tiene un mazo personal que construye intercambiando o comprando naipes individuales. Coleccionar las naipes, especialmente las más raras, y formar parte de una comunidad mundial de coleccionistas son dos de los principales atractivos de estos juegos. Entre los juegos de naipes coleccionables más famosos están Pokémon, Yu-Gi-Oh! y Magic.

## Lista de juegos de naipes
Véase también Categoría:Juegos de naipes
Existen numerosos juegos de naipes, y los nombres de los juegos de naipes pueden variar en cada país y hasta en sus regiones.

## Vocabulario
Existe un vocabulario común entre muchos juegos de cartas.

### Antes del juego
- Barajar: acción de mezclar las cartas
- Repartir: asignar las cartas a los jugadores, una a una o en paquetes, en el sentido definido por las reglas del juego jugado. El jugador que reparte las cartas se llama repartidor.
- Cortar (al repartir cartas): coger algunas de las cartas de la parte superior de la baraja en un paquete para pasarlas por debajo de la baraja. Esto permite a otros jugadores verificar que el barajador/repartidor no ha hecho trampa al barajar las cartas.
- Picar (frecuente en juegos de barajas españolas): Tocar un número equis de veces la carta superior del mazo dado vuelta, para que luego el barajador/repartidor pase equis cantidad de cartas del lado superior del mazo al lado inferior.
- Palo: una de las categorías en las que se dividen las cartas de una baraja. No se trata de color en el sentido literal (negro o rojo en los juegos tradicionales con baraja francesa).
- mano: se refiere a las cartas que posee uno de los jugadores.
- La banca es quien paga a los ganadores y cobra las apuestas de los perdedores en los juegos de azar.

### Durante el juego
- Cortar (durante el juego); designa, en ciertos juegos, la acción de jugar una carta de triunfo durante una baza donde el triunfo no es el palo solicitado.
- pila de descarte: designa un lugar donde los jugadores tienen, generalmente boca arriba, las cartas de las que se desprenden durante la partida.
- Triunfo: designa el palo o serie de cartas que, en determinados juegos, recibe un estatus privilegiado respecto a otros palos.
- Baza: se refiere a todas las cartas jugadas durante una ronda de juego y generalmente luego recogidas por el jugador que ganó esa ronda. También se refiere al turno del juego en sí.